# 佐治·施赫拉迪斯
佐治·施赫拉迪斯（英語：Giorgi Chikhradze，1967年10月1日—），格魯吉亞职业足球运动员，现已退役，他曾是格魯吉亞國家隊成員，現在他是阿瑪尼教練。
施赫拉迪斯曾效力蘇聯乙組聯賽球隊蘇呼米戴拿模及俄羅斯甲組聯賽球隊阿納帕斯巴達。
施赫拉迪斯於1994年至2000年共為格魯吉亞國家隊上陣了24場國際賽。

## 連結
- 佐治·施赫拉迪斯在National-Football-Teams.com的資料